# Szűcs István Miklós
Szűcs István Miklós (Budapest, 1947. április 16. –) magyar képzőművész, középiskolai tanár, Fonay-díjas szakfelügyelő, vezető szaktanácsadó, szakértő, képzőművészeti szakközépiskola-teremtő Veszprém megyében és galériaalapító Zircen, a Magyar Rajztanárok Országos Egyesületének titkára, a Magyar Alkotóművészek Országos Egyesületének tagja, a Magyar Művészeti Akadémia Művészetelméleti Tagozatának köztestületi tagja, szakíró (MASZRE), Zirc Város Díszpolgára.

## Életútja

### Budapest VIII.
Józsefváros (Szülészeti Klinika, 1947.04.16.; Anyakönyvezve: Szűcs István Miklós). Húgával a nagyszülőknél laktak a Lósy Imre utca oktogonjában.Az 1911-ben épült ház lakása – alapterületének felosztásából adódóan – jó életteret biztosított a többgenerációs családnak. A négyemeletes épületkomplexum Józsefváros történelmének klinkertéglás reprezentánsa. A budapesti anya divattervezői ambícióit feladva innen egy új, szokatlan környezetbe került a szőlész – borász apával és gyermekeikkel (Bábolna-Farkaskút).

### Bábolna – Farkaskút
A csornai Szűcs (Szüts felmenőjű) családból származó "faragó", bognárcéh mesterek tervezték – készítették egykor az Eszterházyak díszhintóit. A nagyapa „első tüzérként” teljesített szolgálatot a Magyar Haditengerészet és az Adria legnagyobb tengeri csatájában (1917. május 15.). A Novara zászlóshajó kapitánya, a győztes ütközet főparancsnoka, Szűcs Jánost az "Otrantói diadal hőse" címmel tüntette ki.Gyermekei közül a legidősebb, (Szűcs) István szőlész – borász, pincemester tanulmányokat folytatott. A Bábolnai Állami Gazdaság  farkaskúti szőlészetét irányította.
Az apa szerette a könyveket, a népi színműirodalomból felnőttek közreműködésével pódium-játékokat rendezett, énekes előadóként is fellépett, hangszeren játszott és rajzolgatott. István Miklós követte gyerektársai bevonásával. A budapesti édesanya, Bukta Irén jómódú polgári nagycsaládból származott (ipari és keresk. váll.), női szabász végzettséget szerzett a Váci utcában. A Farkaskútra érkező négytagú család egy irodaház középső lakásában élt. István Miklós általános iskolába húgával, Gabriellával s a többi pusztai gyerekkel Bábolnára járt.

### Nagyigmánd, Komárom, Tata
1963-ban saját építésű családi házba, Nagyigmándra költöztek. A komáromi Jókai Mór Állami Ált. Gimnázium reál osztályában érettségizett 1965-ben. Angyal Kálmán festőművész rajzszakkörét látogatta. Művészettörténeti érdeklődését fokozta diákotthoni nevelője, Miklós József magyar-történelem szakos középiskolai tanár. 1965-től 1967-ig sorkatonai szolgálatot teljesített Tatán (írnok szkv., ügykezelő tőrm.).

### Pécs
1967-ben felvételizett a Pécsi Tanárképző Főiskola magyar–rajz szakára, Nemes István magyar és Soltra Elemér rajz vizsgabizottsága előtt. Nagy hatással voltak rá: – a Magyar Nyelvészeti Tanszékről Temesi Mihály tanszékvezető (tszv.) és Rónai Béla docens, – az Irodalomtudományi Tanszékről: Kolta Ferenc irodalomtörténész, tszv., Péczely László irodalomelméleti kandidátus (családi kapcsolatban Kodály Zoltánnal), – a Rajz Tanszékről: Platthy György tszv., a magyar népművészet tanára és Kelle Sándor festőművész, Pandur József festő, művészettörténész dr.
A művészetek városa, itáliai igazodása meghatározó nyomokat hagyott a magyar nyelv és irodalom – rajz szakos hallgatóban, író-olvasó találkozók levezetésével bízták meg (Weöres Sándor, Károlyi Amy, Csorba Győző, Gyergyai Albert, Bán Imre, Abody Béla). Irodalmi színpadon kapott főszerepet. Jelen volt a 70 éves Bárdos Lajos zeneszerző, karnagy és zenetudós egész várost lázban tartó születésnapi koncertjén. Emlékezetes szimpoziumokban volt része a Magyar Játékfilm Szemlék és a modern Pécsi Balett előadásai alkalmával (Jancsó Miklós, Szabó István, Kovács András, Bálint András, Eck Imre, Bretus Mária, Uhrik Dóra).
Fő érdeklődési körébe tartozott Kassák Lajos egyetemes, az irodalomra és képzőművészetre kiterjedő művészete. Szakdolgozati témájának választotta az 1960-as évek végén még vitatott Kassák-költeményt, A ló meghal a madarak kirepülnek című vándorelbeszélő szabadvers elemzését. Konzulens-tanára a költői képszerűségek kitűnő kutatója, dr. Nemes István volt. 1971-ben  magyar–rajz szakos tanárrá nyilvánították (államvizsga dicsérettel és jeles Oklevéllel).

### Budapest
A magyar képzőművészeti felsőoktatás központjában (MKF, Budapest, 1975/76. tanévben) felsőszintű rajztanár-továbbképzésen vett részt, a tanfolyamot kiváló eredménnyel végezte. Szűcs István (Szül. ak.: Szűcs István Miklós) 1979-ben felvételire jelentkezett a Magyar Képzőművészeti Főiskolára (1971-től egyetemi rangú főiskola, 2000-től a nevében is egyetem). Az egy hétig tartó sikeres felvételi vizsgája az egyetem rendkívüli tagozatának hallgatói közé juttatta. Az 1980. tanévtől az 1983. tanévig tartó négy évfolyam eredményes elvégzésével az Állami Vizsgáztató Bizottság okleveles művészeti rajz, szerkesztő és ábrázoló geometria, valamint művészettörténet szakos középiskolai tanárnak nyilvánította (okl. minősítése jeles). Mesterei: Patay László a művészeti anatómia és tárgyábrázolás tanszékvezetője, nagy hatással volt rá a  találkozás Barcsay Jenővel (1969, 1980), tartalmasan szép tanórákat vezettek: Végvári Lajos, Cifka Péter és Rónai György (művészettörténet), Krocsák Emil (geometria tanszékvezető), Szilágyi Péter (esztétika), Halász László (művészetpszichológia) valamint Duschanek János és Vecsey Csaba (festészeti korrektúra) a művészettörténet legnagyobbjait megidéző műtermi környezetben. Alakuló szemléletére Kokas Ignác festőművész tanszékvezető műtermének közelsége is hatott.
Diplomamunkáit (figurális táblakép festmények, rajzi-grafikai vízió-asszociatív analízisek az organikus világ egységeiből) ötfős vizsgabizottság értékelte (Somogyi József rektor, szobrászművész, Balogh Jenő a rendkívüli tanárképző tagozat- és a Vizuális Nevelési Tanszék vezetője, Gerzson Pál festőművész, Bráda Tibor festőművész és Raszler Károly tszv. grafikusművész). Szaktárgyainak államvizsga bizottságai a három napon át nyújtott teljesítményeit kitűnőre minősítették. 
Balogh Jenő utódjául jelölte Budapestre, az MKE Vizuális Nevelési Tanszékére "Szűcs Istvánt, … aki hivatott rá, hogy meghaladja mesterét”...

### Zirc
1971-ben nősült. Felesége, Forsthoffer Irén magyar – német szakos középiskolai tanár. Gyermekeik Balázs (1976) mérnök-informatikus és Zsuzsanna (1979) külker-közgazdász.
Szűcs 50 éve Zirc kulturális életének meghatározó alakja; művészeti csoportjainak  alapítója és vezetője, 30 évig a Barátság Nemzetközi Grafikai Gyűjtemény zirci „hírvivője”  Gondoskodott a szűkebb – tágabb környezetében levő honorácior réteg, civil szerveződések  művészeti élményeiről (nagyhírű kiállítók meghívása a Zirci Galériába, rendezések, megnyitók, templomok, utazások, klubok).
Tanítványai közül több művész és vizuális nevelőtanár került ki: Szalczer Tamás szobrászművész, építész, Kővári Melinda egyiptológus, művészettörténész, Farkas Gábor festőművész (Gábriel néven előadóművész, musical- és dzsesszénekes).

#### Tanári pályakép
- 1967–1971 (PTF) Általános iskolai tanári diploma: magyar – rajz szakos.
- 1979–1983 (MKF) Középiskolai tanári diploma: művészeti rajz, szerkesztő és ábrázoló geometria, művészettörténet szakok.
- 1971–1984-ig Zircen, a tanügyi reformokat támogató 1.sz. Reguly Antal Általános Iskola tanára.
- 1971–1973 Létrehozta Veszprém megye első általános iskolai rajz szaktantermét.
- 1971–1984 Rajz szakkört szervezett gyermekeknek.
- 1973 – 1975 Művészettörténet szakkört vezetett a Zirci Gimnáziumban
- 1975–1986 Gimnáziumi óraadó – vendégtanár Zircen (művészettörténet szakkör, rajz és műalkotások elemzése tantárgy).
- 1975-től kinevezték Veszprém megye általános iskolai és gimnáziumi szakfelügyelőjévé.
- 1975/76 Felsőszintű rajztanár-továbbképzésen vesz részt Budapesten, a magyar képzőművészeti felsőoktatás központjában (MKF I. évf.),kiváló eredménnyel.
- 1979-1983 Egyetemi tanulmányokat folytat Budapesten, a Magyar Képzőművészeti (egyetemi rangú) Főiskola rendkívüli tagozatán (I-IV. évfolyam).
- 1983-ban előadó az MKF „Felsőszintű rajztanár-továbbképzés 14 éve '83" összegző konferenciáján" (Budapest, Zeneakadémia „Kisterme”).
- 1984–1986 Főelőadó, Megyei Tanács Művelődési Osztály, Veszprém. (Heti egy napon gimnáziumban tanít is.)
- 1986-tól főállású tanár a zirci III. Béla Gimnáziumban (rajz és műalkotások elemzése, gépészeti műszaki rajz, magyar nyelv és irodalom). Főiskolai, egyetemi tanárjelöltek  gyakorlatvezetője (ELTE, MKE, PTE, JGYTF).
- 1987-től a megye vezető szaktanácsadója (Veszprém Megyei Pedagógiai Intézet).
- 1984–2007 Érettségi elnök a megye gimnáziumaiban és szakközépiskoláiban. A dunántúli régiók emelt szintű érettségi vizsgaközpontjaiban dolgozatjavító és kérdező tanár.
- 1995–2010-ig a művészettörténet Országos Középiskolai Tanulmányi Verseny (OKTV) bírálóbizottsági tagja (ELTE, Budapest, Oktatási Hivatal, OH).
- 1997-től 2008-ig multiplikátor (mozgóképkultúra és médiaismeret).[10]
- 1987 Kimeneti, szakaszzáró feladat- és mérőlapok írása-szerkesztése (elsőként az országban ált. isk.: A-E, gimn. A-B változat; rajz feladatlap; javítókulcsok;).
- 1990/2003 OKTATÓ CD-DISC írása és szerkesztése: Bionika építészet (Pilisborosjenő, 2003 – kivitelezés: zirci rendszergazdával); A modern szobrászat kialakulása.
- 1975–2004-ig lapszerkesztő (Vizuális Kultúra, Megyei Pedagógiai Körkép, Veszprém megye vizuális nyelvi és  művészetpedagógiai kiadványai, diákantológiák).
- 1999-ben a VIZUÁLIS NYELV ÉS MŰVÉSZET tervezett tankönyv sorozatból megjelent az Ábrázolás 1. Speciális rajz a gimnázium 9-12. osztálya számára (Kiadó: Művelődési és Közoktatási Minisztérium pályázati támogatásával a zirci III. Béla Gimnázium rajz tagozata). Kéziratban: Kifejezés 2. – Felhívás, tájékoztatás 3.
- 1992–2003 Zircen, a III. Béla Gimnáziumban speciális rajz tantervű "Vizuális nyelv és művészet" tagozat  indítása. (A 90-es évtized második felében vezető szaktanácsadóként Zircen általános iskolai rajztagozat indítását is támogatta.)
- 1993/94 Tervei alapján a helyi gimnáziumot galériás műterem építésével bővítették ki. Elkészítette az iskolaépület főhomlokzatának színdinamikai és műemléki környezetre utaló arculatát.
- 1994 A bakonybéli Szentkút és kápolna képzőművészeti felújítása tanítványaival (díszkapu, Stációk, Szent Gellért szoborállítás, pannók).
- 2000-ben Bakonyszücs, Krisztus keresztútja (rajztagozatos tanulók domborműveivel).
- 2000-ben megszervezi a Millenniumi Vizuális Nevelés Nemzetközi Konferenciáját, Képes világ – harmonikus pedagógia címmel. (Legnagyobb rendezvény a szakma hazai történetében.)
- 1995-től országos közoktatási és 2004-től művészeti nevelés szakértő (OH).
- 2001-től létrehozta Zircen Veszprém megye első képzőművészeti szakközépiskoláját (a Közép-dunántúli régiót is kiszolgálva) a díszítőfestés és alkalmazott grafika tanszakokon. 2002-2006-ig az ország 115 vegyes típusú iskolájából (gimn. és szk.) a 3. legeredményesebb és legjobban szervezett – Országos Képzési Jegyzéken (OKJ) szereplő – intézmény volt a zirci „III. Béla Gimnázium és Művészeti Szakközépiskola” (Oktatáskutató és Fejlesztő Intézet, 2007).
- 2007/08-as tanév második féléve kezdetén nyugállományba került.

#### Művészeti pályakép
- 1979/80–1983 (MKE, Bp.) Okl. képzőművész: festő és grafikus
- 1971-től organikus analízisek absztrakcióiból monumentális kompozíciókat fest, tűzzománc terveket  a makro- és mikrovilág egységeiből (pávaszemes lepke, mákgubó). Az évtized közepén az organikus világ, az  útszéli parányok formagazdagsága, vízió-asszociatív analízise foglalkoztatja változatos technikai kivitelezésekben, képalkotó szintéziseiben.Mákgubó és lepke

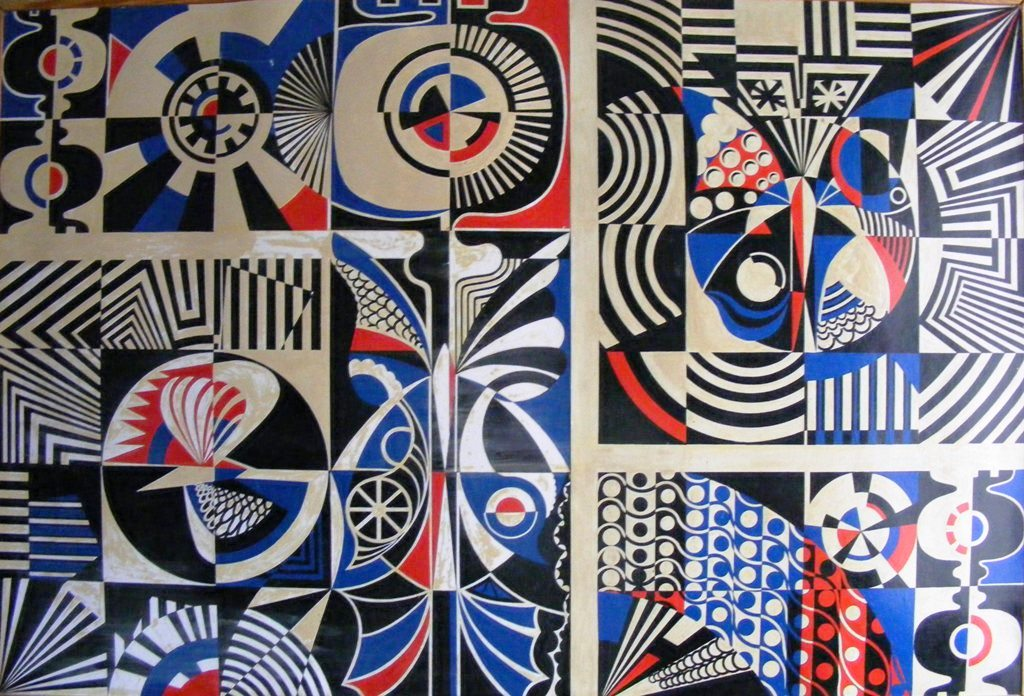
Mákgubó és lepke

- 1973–1990-ig a Zirci Művelődési Központ Képzőművész Körét vezette.Jásdi búcsú

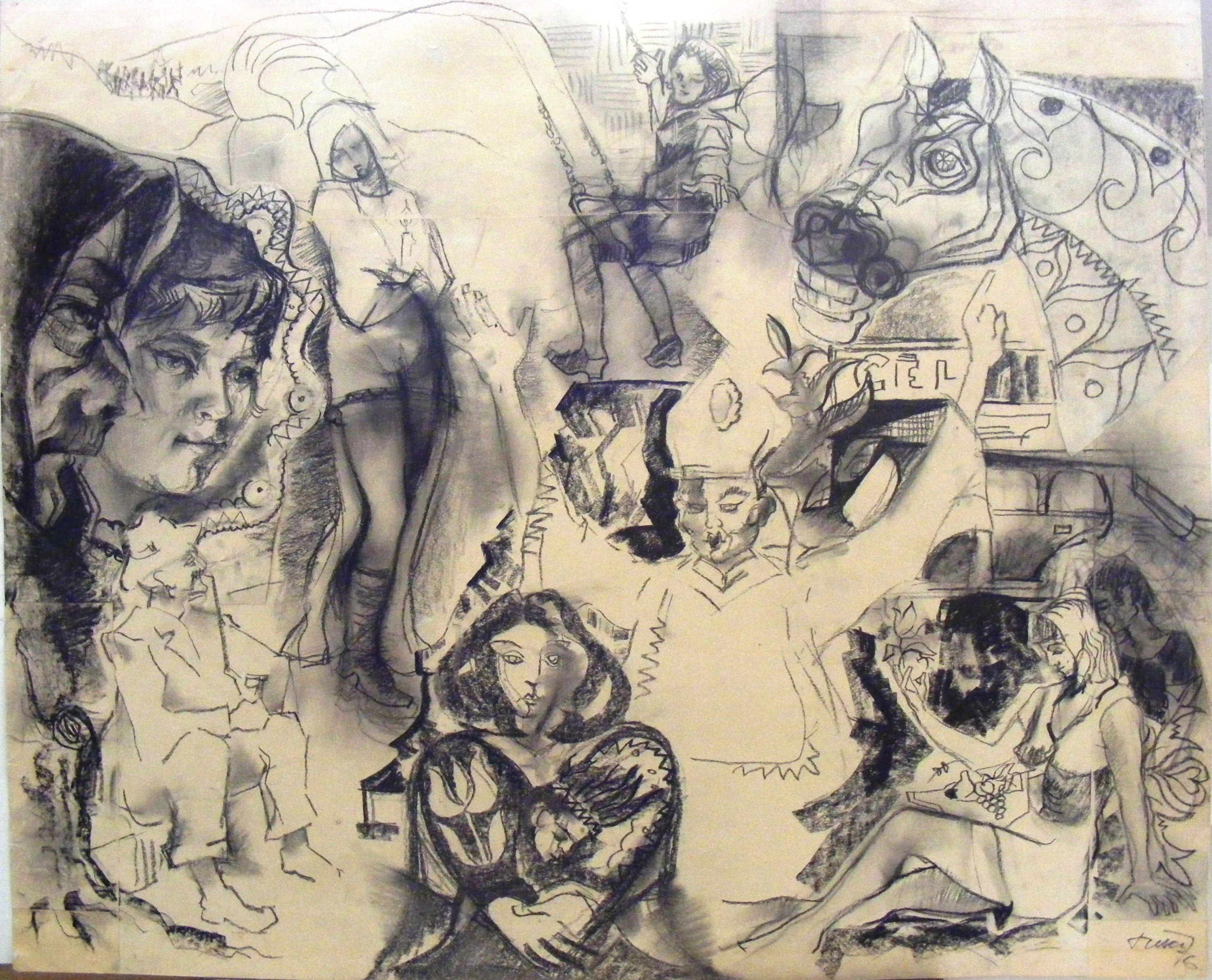
Jásdi búcsú

- 1973-1976 között megfestette a Zircre érkezés élményeit, a gazdag koloritú műemléki és  személyes építkezési élményeit, geometriai szerkezeteket hangsúlyozó képeit. A figurális olajfestményei közül kiemelkedik a Zirci történelem I-III. sorozata. Elkészült a bakonyi eredetmondákból a Lókút című alkotása.[11] Lókút eredetmondája

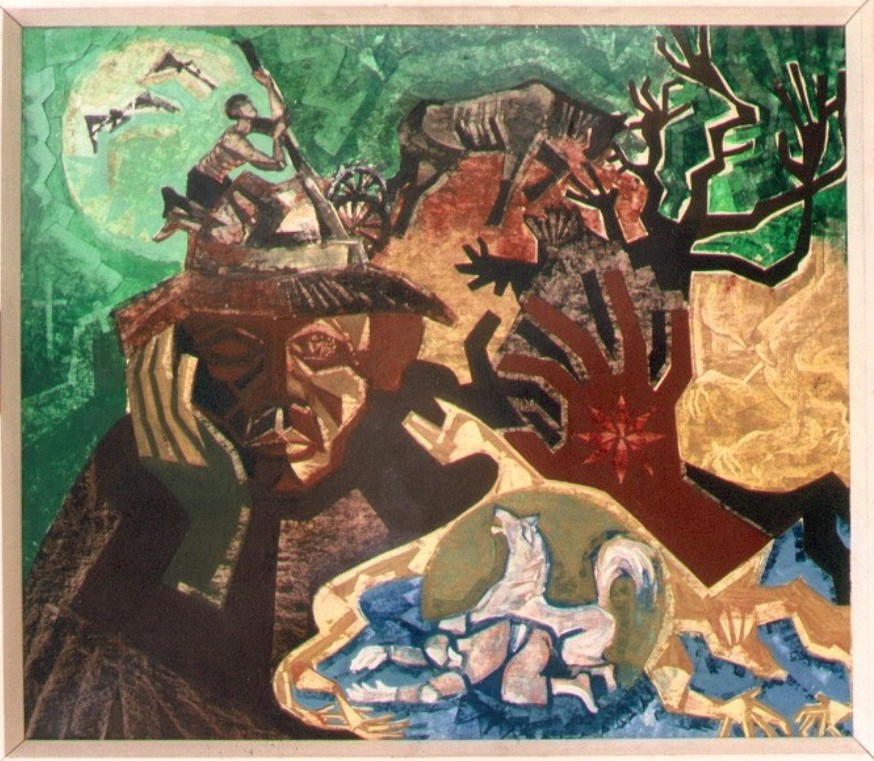
Lókút eredetmondája

Vallásosan emelkedett érzületek váltakoznak az „e világiság és a keresztény mitológia” szimbólumaival, elmélyült formakövető ábrázolásokkal és színfestészeti kivitelezésekkel. 

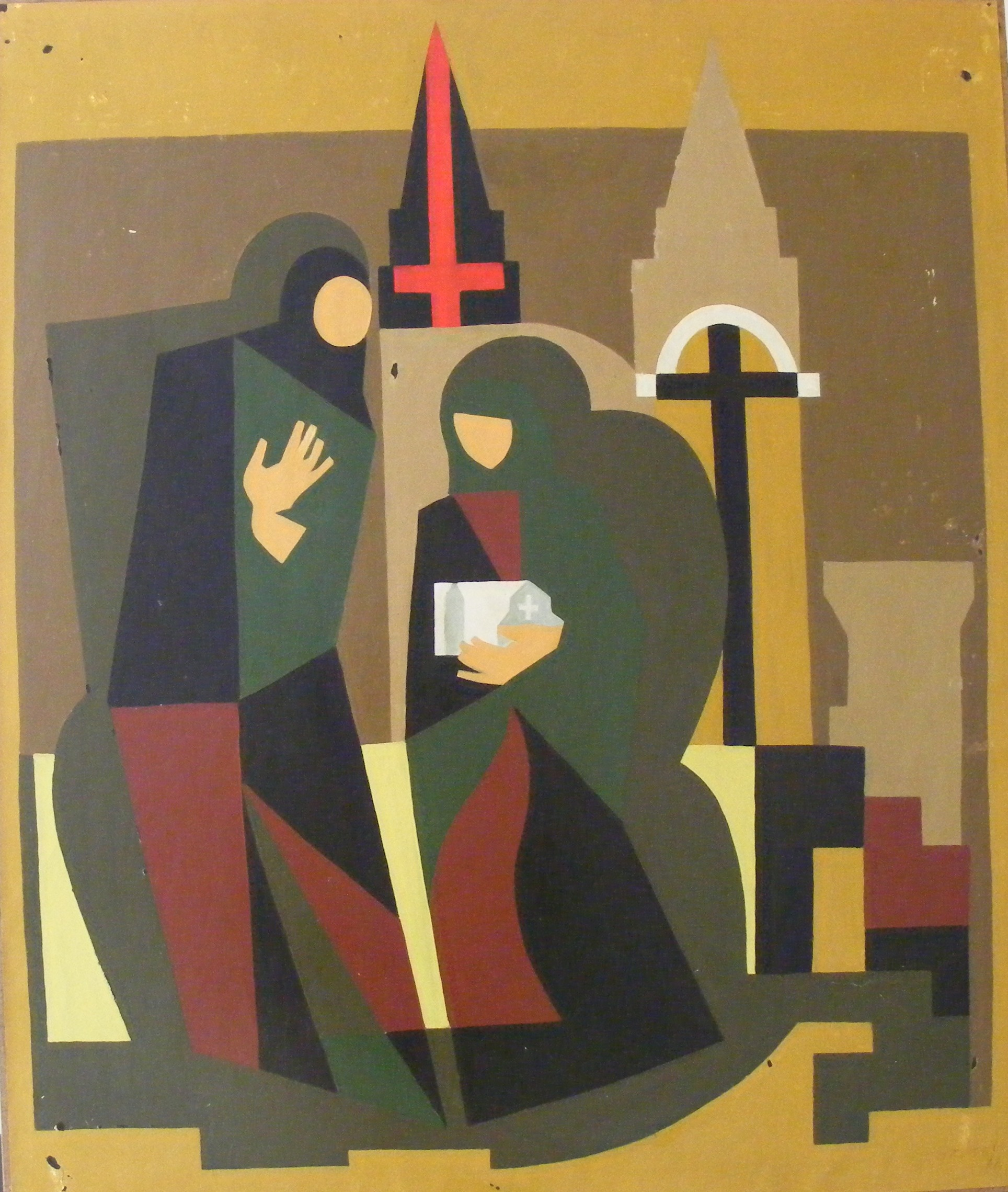
Zirci történelem III.

 A múltban, a jelenben és a jövőben megélhető, megálmodható univerzumot fejezi ki a Jásdi búcsú című szénrajz (65 x 78 cm, 1975/76). Ezt a kaleidoszkópot élteti a híres Szentkútnál Mária ünnepén a mindent átszövő hit, az érzelmek és ábrándok örök mozgásában.
- 1980-as évek első felének dekoratív színvilága a pasztellszínek oldottságával váltakozik az aktfestészetében, portréfestészetében.[13]Ebbe a korszakba tartoznak az egyetemi tanulmányainak rajzai és festményei. A Gyermekeim című képe (olaj, 100 x 70 cm, vászon, 1983) a festő apa gyermekeihez fűződő élményével örök emberi érzéseket, hangulatokat fejezett ki a főszínek tisztaságának megvillantásával és az ezüstös líraiság fátyolos reflexeivel, könnyed ecsetkezeléssel.[14]
- 1985–1992 Linómetszetein egyetemes szimbólumokat szerepeltet. Minden növényi jelképe közül a fa a legösszetettebb jelentésű. Felhasználta a  Zirci történelem IV. grafikai lapján is.
- 1990-től nagyméretű képgrafikákat alkot (monotípiák, papírmetszetek, linómetszetek).[15]
- 1995-2004 között fejezte be a Szent Gellért Bakonybélben című triptichonját (olaj, 140 x 200 cm, mdf-lemez). 1995-ben megtervezi Bakonybélbe, a Borostyánkúti Kálváriához és a Szent Gellért-kápolnához vezető út díszkapuzatát (műszaki rajz, Kányádi Sándor verse és történelmi vázlat). Szűcs István Miklós, Szent Gellért triptichon

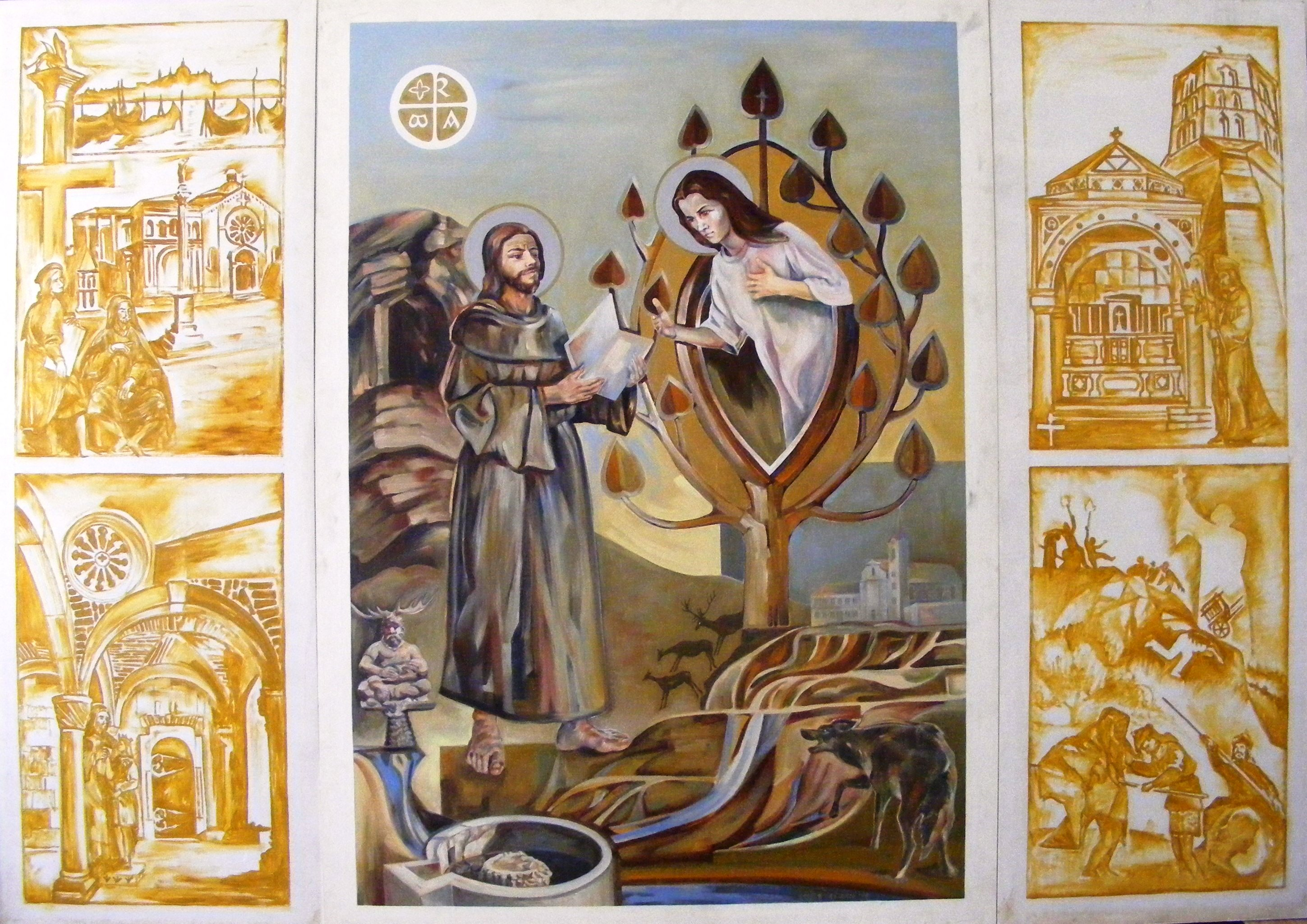
Szűcs István Miklós, Szent Gellért triptichon

2000-től meghatározóak a sokalakos képei, méretes tájkerti (pl. zirci Arborétum) és figurális kompozíciói, melyek hommage és társművészeti „ihletettségű transzpozíciók”, szecessziós és szürrealisztikus jelleget hordoznak napjaink mítoszinterpretációiként. Korstílust követ a TÉTI MADONNA (olaj, vászon, 60 x 50 cm, 2008), Hommage Bernardino Luini című táblakép a „Reneszánsz évében” (2008). 
- Képgrafikái mellett készít tervezőgrafikákat is: plakátok, könyvborítók, katalógusok, illusztrációk napilapokba, folyóiratokba, szaklapokba, verseskötetekbe.[16]Településcímerek, intézményjelvények és rendezvényemblémák.[17]Turisztikai, műemléki látványképek és rekonstrukciók.[18]"A festő gondosan érlelt kompozíciói, megfestett jelenetei olykor drámákat sűrítenek egybe, olykor, ha például a bakonyi tájakat festi le, lírai hangulatot elevenítenek meg ... Tájképei a kompozíciós erővonalakra építő festői eszközök alkalmazásának mesteri tudását mutatják.” (Gopcsa Katalin művészettörténész, muzeológus)

- Csendéletei "tárgyi jelbeszédek".[19]

Összegezve: a jelképek vállalásával a valahová tartozását is hangsúlyozza a festő és grafikus. A hagyományokhoz való ragaszkodását is kinyilvánította műveivel; de  nemcsak lokális szinten igazodik Zirc kultúrájának értékrendjéhez, a ciszterci vallási képzetek elfogadásához, a viselkedésformák követéséhez, és a csoportokhoz tartozás tudatosításához. Miközben a jelképek szerepe a helyi kultúrában fontos, egyetemes tartalmaik is lehetnek a tágabb közösségben. Transzpozícióiban a szelektált, redukált, organikusan vagy geometrizálva absztrahált formák más-más elképzeléseket és szándékokat sugallnak, mint a jelenségek világában.Többszintű jelentésük megfejtését segítik a címek is.
Köz- és egyházi gyűjtemények őrzik műveit. Sok alkotása került vásárlások, ajándékozások útján magántulajdonba.

#### Művészetelméleti szakíró
Cikkeinek, írásbeli tanulmányainak száma meghaladja a 250-et. Ezek országos, nemzetközi, megyei napi- és szaklapokban jelentek meg. Megjelent 10 könyve.
Közreműködő és szakértő megyei és országos TV-műsorok elkészítésében.
- 1973–2000-ig a Barátság Nemzetközi Grafikai Gyűjteményt kezelte.
- 1985–1995-ig a Zirci Galéria alapító-vezetője.
- 1987-től Megyei Alkotó Kör vezetésével bízták meg (MPI).

Külföldi rajz és vizuális ismeretek tanulmányozása: 1978-ban nyugat szlovákiai történelmi városokban (MTVB Műv.O.). 
1984-ben Németországban az NDK-művészeti nevelésének megismerése (Berlin, Potsdam, MTVB Műv.O. és MOM delegált). 
2004-ben tájékozódás a német művészeti szakközépiskolai oktatásáról (Selb-Zirc diákcsere). 
1998-ban művészettörténeti tanulmányút (Szlovákia, Felvidék). 
1991-ben művészettörténeti pályázat díjnyertese (Olaszország, Élet és Tudomány).

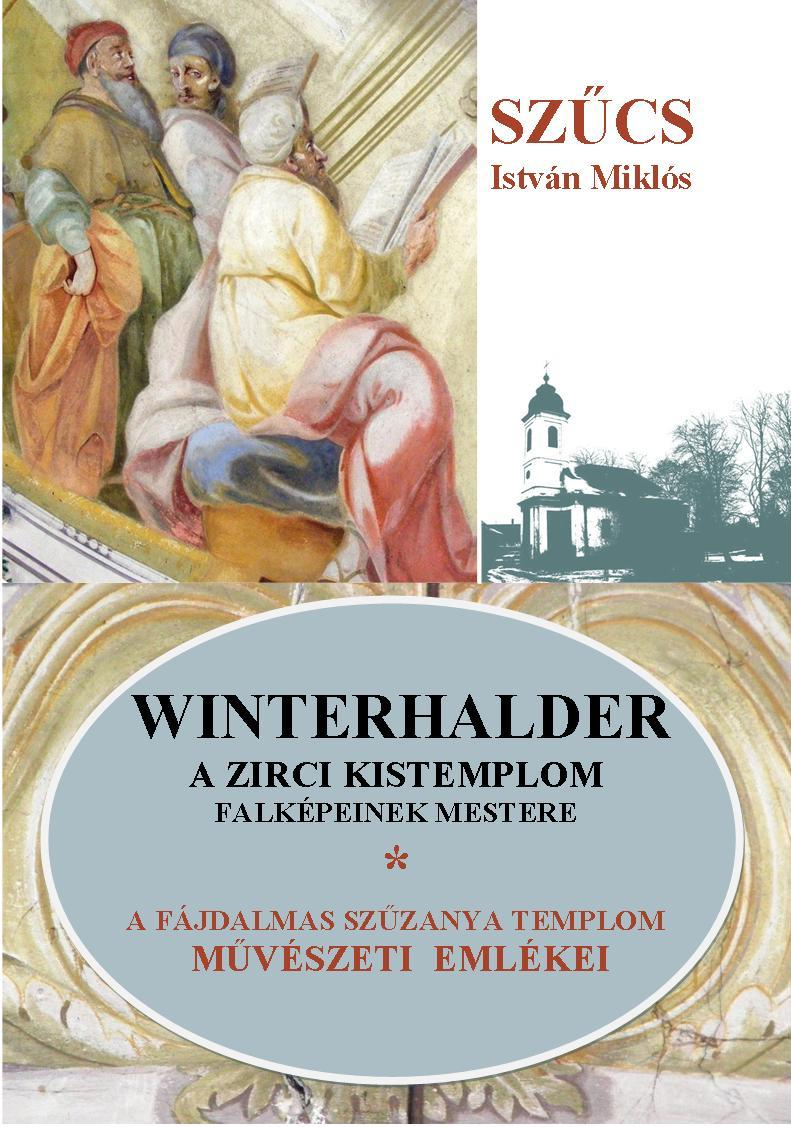
Winterhalder, a zirci kistemplom faliképeinek mestere

2015 Több tudományos eredménye közül kiemelkedik a Fájdalmas Szűzanya zirci kistemploma XVIII. századi falképeinek datálása, stílusköri meghatározása és az alkotó kilétének felfedezése; ifj. Josef Winterhalder boltszakaszokon és a  diadalív pillérein alkalmazott festészeti programja; a Winterhalder-képek hatástényezőinek elemző-értékelő feldolgozása Rajhrad,  Zirc, Olaszfalu, Pinkamindszent és Simaság templomában; a század legnagyobb díszítőfestőjének motívumai  zirci, szombathelyi, pöltenbergi és pinkamindszenti  alkalmazásban.
1979/80 Figyelmet érdemlő Zirc középkori ciszterci apátsága épületegyüttesének valós térbeli rekonstrukciója is, melyet elsőként ő készített el gimnáziumi tanítványaival (makett).
1983- Főbb szabadművelődési területei: művészeti előadások, kiállítás megnyitók, szakmai konzultációk, amatőr alkotók megsegítése. Színterek: klubok, művelődési házak, galériák, múzeumok, könyvtárak, középiskolák, főiskolák, egyetemek.

## Társasági tagság
- 1980–2001 Veszprémi Akadémiai Bizottság klubjának tagja
- 1983–2015 A Magyar Pedagógiai Társaság Vizuális nevelési szakosztályának elnökjelöltje, elnökségi tagja
- 1985–2000 A Magyar Rajztanárok Országos Egyesülete 8. sz. területi szervezetének vezetője
- 2000–2005 a MROE országos titkára
- 1989 A Magyar Művészeti Alap tagja, mint képzőművész galériavezető. A „ma” emblémát a festő szakosztályi igazgató (dr. Feledy Balázs) helyezte el a Zirci Galéria homlokzatán
- 1995–2014 Az Academia Ludi et Artis Művészetpedagógiai Egyesület tagja (az Egyesület megszűntéig)
- 2014-től a Tájak–Korok–Múzeumok Egyesület tagja
- 2015-től a Magyar Művészeti Akadémia (MMA) n. a. Művészetelméleti Tagozatának köztestületi tagja
- 2018-tól Tagja a Művészeti Alap jogutódjának, a Magyar Alkotóművészek Országos Egyesületének (MAOE)
- 2019-től a Magyar Szak- és Szépirodalmi Szerzők és Kiadók Reprográfiai Egyesülete (MASZRE) szakírói osztályában szerzői tag (és közös jogkezelésre megbízott személy, Bp.)

## Kiállítások
- 1969 Tanárképző, Díszterem, Pécs;
- 1973 Tavaszi tárlat, Ajka;
- 1974 Őszi tárlat, Veszprém;
- 1975 Művelődési Központ, Zirc;
- 1975 IX.Országos Képzőművészeti Kiállítás, Szekszárd;
- 1976 Fáklya Klub, Budapest;
- 1977 Művelődési Ház, Ugod;
- 1973, 1975, 1977 Megyei Pedagógus Képzőművészek Kiállítása, Veszprém;
- 1978 FAK. vizuális csoportja, Ajka;
- 1983 Ajkai Városi Tanács Művelődési Osztálya
- 1986 Zirci Galéria;
- 1986 A Veszprém Megyei Tanács VB Művelődési Osztálya
- 1989 Németország, Polheim, Polgármesteri Hivatala
- 1988 MROE 8.sz. területi szervezetének I. kiállítása, Zirci Galéria (művészetét dr. Koós Judith művészettörténész, kandidátus méltatta);
- 1992 Napház Galéria, Érd;
- 1994 Városi Művelődési Központ, Zirc;
- 1995- Balikó Galéria, Ajka
- 1996 Városi Művelődési Központ, Veszprém;
- 1996 Művelődési Ház, Noszlop;
- 2002 Zirci Galéria;
- 2004 Megyei Pedagógiai Intézet, Veszprém;
- 2004 Magyar Kultúra Alapítvány Székháza, Budapest (Hungarian Cultura Foundation);
- 2005 MROE 8.sz. ter.sz., Veszprém;
- 2005 Irinyi János Ált. Isk., Fűzfőgyártelep;
- 2008 Miniatűrök /2. Református templom, Lovas;
- 2008 Pannónia Tájkép Biennálé, Balatonalmádi, Városháza Padlásgaléria;
- 2019 MAOE és a REÖK DIMENZIÓK c. kiállítása, Szeged
- 2022 MAOE Veszprémi Tavaszi Tárlat, Dubniczay-palota, Veszprém
- 2023 AGÓRA, VESZPRÉM
- 2023 Bagolyvár Galéria, Zirc
- 2023/2024 Budapest, Széphárom Közösségi Tér, Nemzetiségi művészet Magyarországon c. kiállítás január 26-ig
- 2024 MAOE Veszprémi Tavaszi Tárlat, Dubniczay-palota, Veszprém

## Szűcs István Miklós könyvei
- Zirc középkori udvarháza és ciszterci monostora (MPI, Veszprém, 1994);
- Vizuális nyelv és művészet. Ábrázolás 1. (MKM, Budapest, Veszprém, 1999);
- Minőségbiztosítás a vizuális nevelésben (OM-MPI, Budapest, Veszprém, 2000);
- Útmutató a középiskolai (9. évf.) Műalkotások elemzése I. Képzőművészet c. tankönyv használatához (NTk., Budapest, 2003);
- Útmutató a középiskolai (10. évf.) Műalkotások elemzése II. Építészet és tárgyi környezet c. tankönyv használatához (NTk., Budapest, 2004);
- Hitvallás és abszurditás (Z-Press K., Miskolc, 2012);
- Két hazában festő- és grafikusművész. Bér Júlia & Julie Bérová (Pályázat, 2013);
- Zirc, Fájdalmas Szűzanya Kistemplom (Tájak-Korok-Múzeumok Egyesület Kiskönyvtár sorozat 834.sz., Budapest, 2014;
- Winterhalder, a zirci Kistemplom falképeinek festője. A Fájdalmas Szűzanya templom művészeti emlékei (Média Piramis Kft., Dunakeszi, 2015)
- Winterhalder képei a zirci plébániatemplomban (Minerva Kiadó, Budapest, 2018)

## Díjak, elismerések
- 1979 Ajka város közoktatása-közművelődése fejlesztésében megnyilvánult eredményes munkájáért
- 1980 Érdemes Társadalmi Munkás-kitüntető jelvény (Nagyközségi Hazafias Népfront, Zirc)
- 1981 Eredményes Munkájáért Dicséret (Művelődési Miniszter, Budapest)
- 1983 Az ön- és továbbképzésért: Fonay Pedagógiai Alapítvány (MPI, Veszprém)
- 1986 Kiváló Társadalmi Munkás-kitüntető jelvény (Megyei Hazafias Népfront, Veszprém)
- 1988 A közművelődésben végzett kiváló munkájáért-kitüntető jelvény (Műv. Minisztérium, Budapest)
- 1991 A Széchenyi Emlékévben végzett kiváló munkájáért, a sikeres rendezvényekben megtestesült kimagasló teljesítményéért
- 2000 Tanítványai versenyfelkészítésében nyújtott kimagaslóan eredményes munkájáért (Megyei Közgyűlés Elnöke, Veszprém)
- 2001 „Kiváló művészi és pedagógiai munkáért” – díj (MROE-érem)
- 2002 A közoktatásért-díj (Veszprém Megyei Önkormányzat Közgyűlése, Veszprém)
- 2002 "Zirc Város Közoktatásáért, közművelődéséért" kitüntetés (Zirc Város Önkormányzati Képviselő Testülete)
- 2019 Zirc város díszpolgára
- 2023 Munkácsy Mihály-díjra jelölt okl. képzőművész, művészetpedagógiai vezető, művészetelméleti szakíró kategóriában[forrás?]